# Desa Gedangan (administrativ by i Indonesien, Jawa Timur, lat -7,15, long 112,36)
Desa Gedangan är en administrativ by i Indonesien.   Den ligger i provinsen Jawa Timur, i den västra delen av landet, 600 km öster om huvudstaden Jakarta. Desa Gedangan ligger vid sjön Waduk Rancang.